# Последното приключение
„Последното приключение“ е български игрален филм (криминален, драма) от 1984 година на режисьора Яким Якимов, по сценарий на Павел Вежинов (по романа му „Малки приключения“). Оператор е Цветан Чобански. Музиката във филма е композирана от Кирил Цибулка.

## Сюжет
Мери е привлекателна млада жени, която цени лукса и материалните придобивки. След като не успява да напусне нелегално България, тя се запознава с инженера Атанас Ковачев, който е много по-различен от останалите мъже, с които е излизала. Той ѝ разкрива света на духовните ценности, но дали ще успее да я задържи, когато Мери отново е изкушена да избяга на Запад...

## Актьорски състав
- Катерина Евро – Мери
- Мариус Донкин – Атанас Ковачев
- Анета Сотирова – Нели Цветкова
- Юрген Цартман
- Антон Горчев – Майор Стоил Горанов
- Емил Марков – Джери
- Анни Гунчева – Майката на Мери
- Иван Йорданов – Вторият баща на Мери
- Богдан Глишев – Йордан, брат на Атанас
- Николай Томов – Директорът на ревюто
- Людмила Захариева – Моделиерката
- Стефан Василев – Директорът на предприятието
- Анна Петрова – Ира
- Стоян Ганчев – Директорът на института
- Георги Георгиев – Гочето (като Георги Георгиев) – Шофьорът на самосвала

и други